# J.C. Söderlund
J.C.  Söderlund, född omkring 1830, död 24 mars 1892 i Paris, var en svensk-fransk dekorationsmålare.
Söderlund var son till en hattmakare i Östersund. Han utbildade sig i Tyskland och utförde praktikarbete i Tyskland och Italien. Efter sin praktik var han verksam under några år vid Vatikanen. Han kom senare till Paris där han medverkade i Världsutställningen 1878 med Peintures de décors.